# Galaktotrofusa

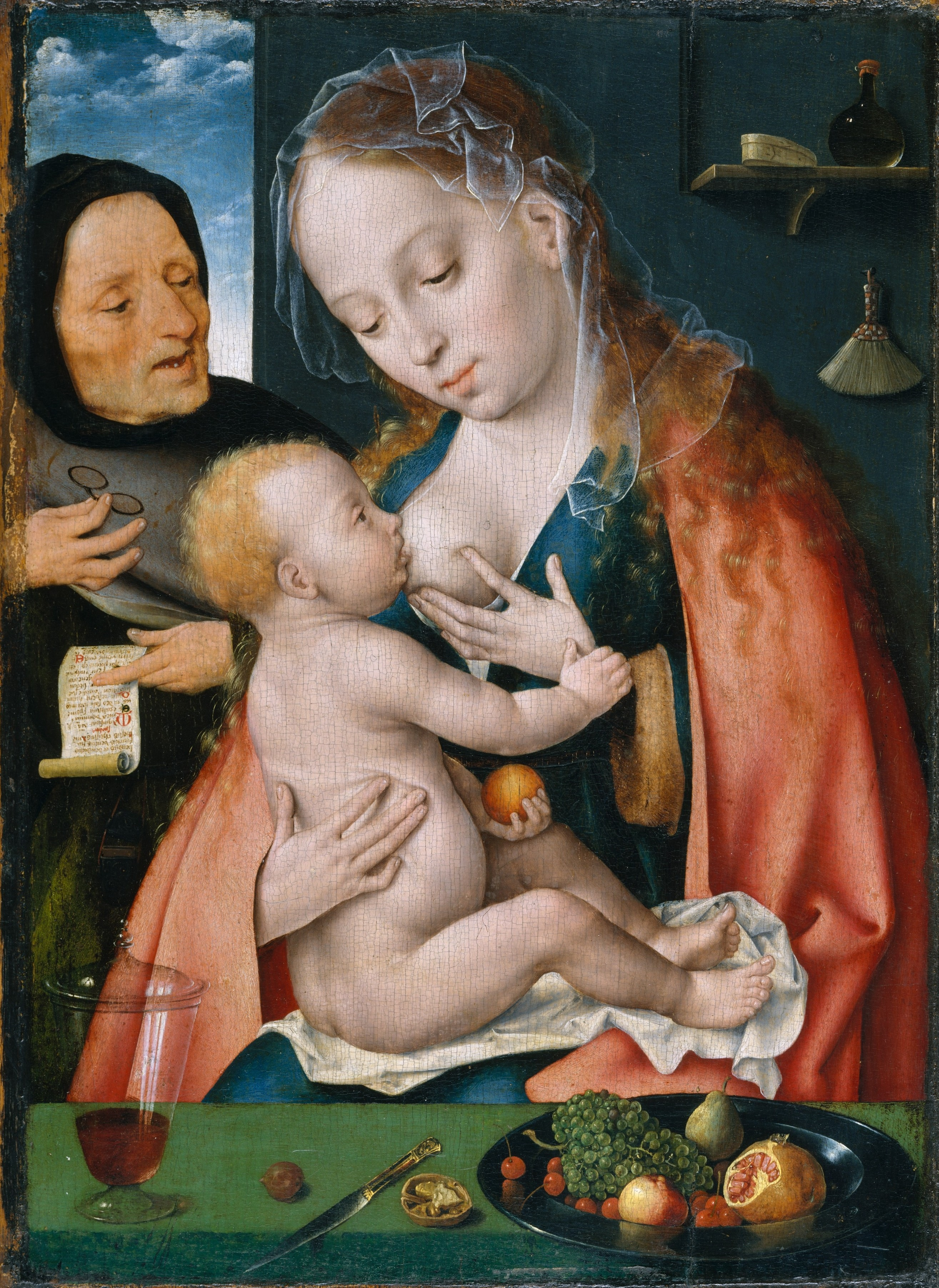
Kojící Madona, Joos van Cleve 1513

Galaktotrofusa (řec.Γαλακτοτροφούσα; lat.Maria lactans) je ikonografické zobrazení Panny Marie kojící dítě Krista. Zobrazení má patrně svůj původ v prostředí Koptské pravoslavné církve. Navazuje typově na podobná vyobrazení panenské bohyně Eset (Isis), kojící svého syna Hóra. Oblíbené bylo téma znovu od 14. století, v 16. století bylo Tridentským koncilem zakázáno jako nepatřičná nahota světců.

## Popis
Na ikonách tohoto typu může být Panna Marie zobrazena s korunou a anděly. Maphorium může být modré nebo zelené – jako symbol pozemského původu Panny Marie, za níž může být slunce a měsíc, obrazy dospělého Ježíše nebo světců, zejména Mikuláše Divotvorce, Jana Křtitele a dalších. Na ikonách s tímto námětem se často Ježíšek drží rukou za nohu.

## Historie

### Původ

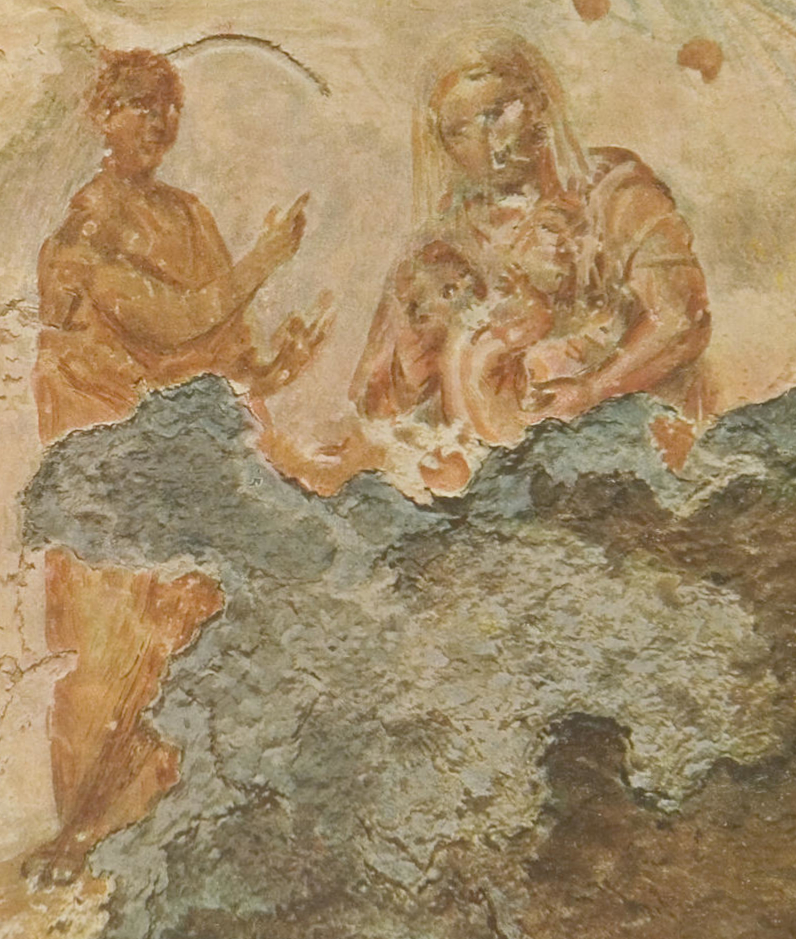
Freska Bohorodice mlékem krmící, katakomby sv.Priscilly, 2.-3. století, Řím

Ikonografie Panny Marie kojící Ježíška je v náboženském umění známá již od raných křesťanských dob. Takový obraz, vyobrazený na fresce v římských katakombách svaté Priscilly, má velmi blízkou analogii s obrazem Panny Marie, později známým pod názvem Mlékem Krmící. Tato freska pochází z druhé poloviny 2. až první poloviny 3. století a je nejstarším vyobrazením s tímto námětem a nejstarším v současnosti známým vyobrazením Panny Marie.
Předpokládá se, že původ ikonografie Mlékem Krmící sahá až k egyptským vyobrazením bohyně Isis kojící svého syna Hora. Proto se námět Panny Marie krmící kojence rozvinul zejména v umění Egypta ve starobylé východní Koptské pravoslavné církvi a také v umění syropalestinské oblasti. Na dochovaných stěnách koptského kláštera svatého Jeremiáše v Sakkáře se dochovala freska Panny Marie kojící Dítě Ježíše mlékem z prsu. Pochází z pátého až sedmého století a byla provedena před arabským dobytím Egypta (640-641).

### Západní tradice

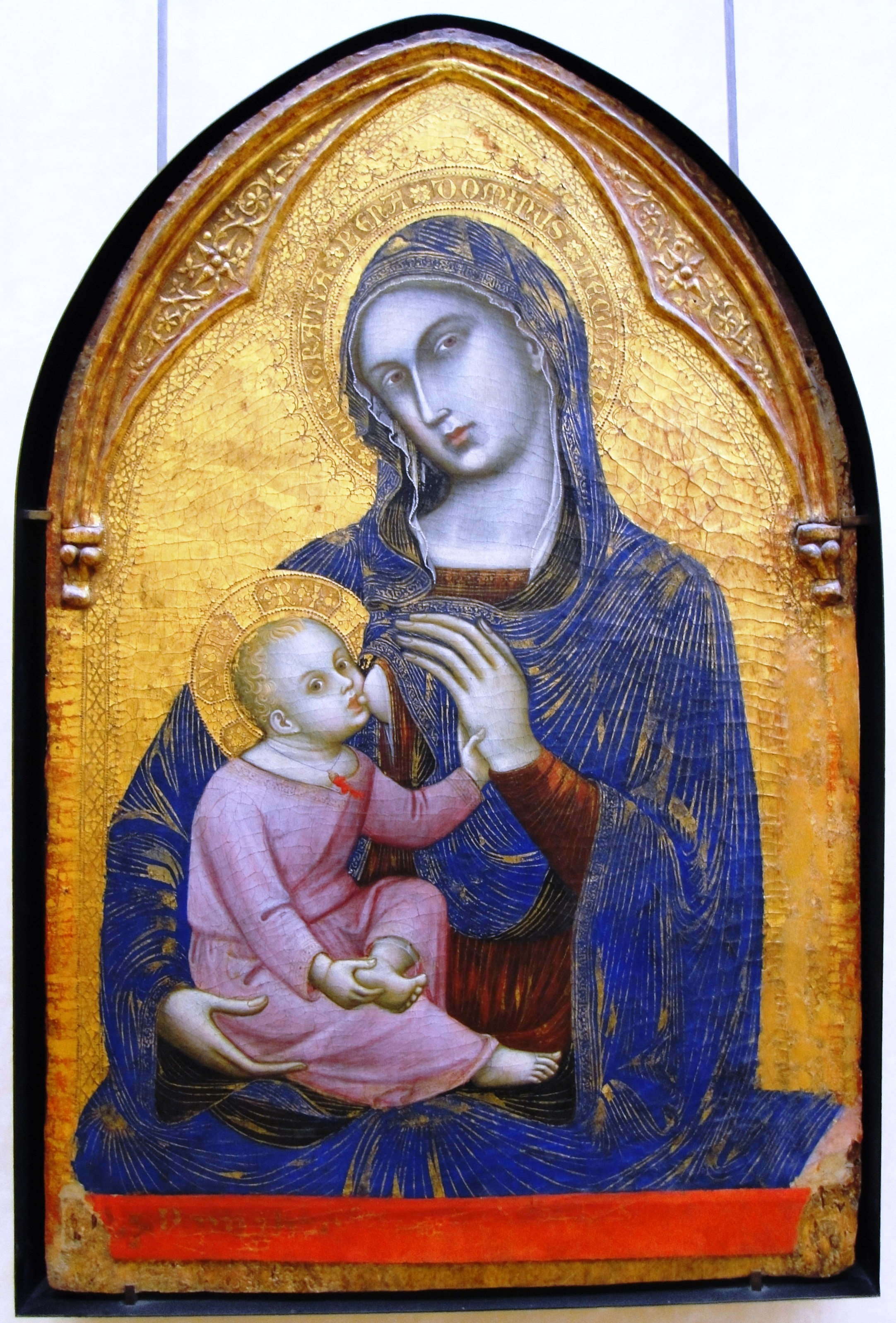
Barnaba da Modena – Svatá Panna a Dítě (1370-1375), Louvre, Paříž

Za výsledek převzetí motivu Panny Marie Mlékem Krmící z koptského umění lze považovat obraz Panny Marie Mlékem Krmící na trůně, obklopené dvěma postavami, jenž je vyobrazený na slonovinovém obalu Evangelia z Met z 9. století.
Od počátku 12. století se ve středověkém evropském umění stále častěji objevuje obraz Panny Marie Mlékem Krmící. V Itálii je tento typ zastoupen na centrálním tympanonu katedrály svatého Rufina v Assisi (12. století), na fresce v kostele Sant'Angelo ve městě Pianella (druhá polovina 12. století), na mozaice baziliky Panny Marie v Trastevere v Římě (1198-1216), na fresce v kostele San Silvestro na hoře Soracta u Říma, v bazilice svatého Jana Evangelisty v Ravenně. Typ tohoto obrazu byl zastoupen také v Německu, Francii a Anglii.
Od 14. století se umění na Západě přestalo řídit církevními pokyny a stalo se výrazem individuálního chápání umělce, který stále méně počítal s ikonografickým schématem. Proto se obraz Panny Marie Mlékem krmící jako ikonografický typ na Západě dále nerozvíjel.
Známým vyobrazením Panny Marie kojící Ježíška je Madona Litta Leonarda da Vinciho, namalovaná v 80.-90. letech 14. století.

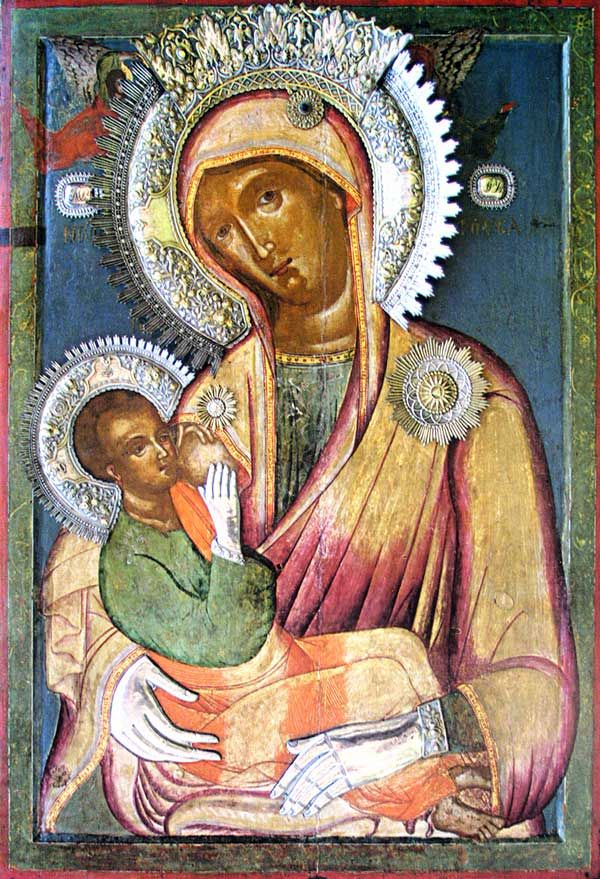
Ikona Boží Matky Mlékem krmící, monastýr Chilandar, Athos, Řecko

Starobylou křesťanskou svatyní je Mléčná jeskyně v Betlémě. Podle legendy zde pobývala Svatá rodina během svého útěku do Egypta a na stejném místě Panna Maria nakojila malého Krista. V 5. století zde stával chrám, na jehož zbytcích stojí františkánský kostel.
Po přijetí dekretu Tridentského koncilu (1545-1563) o zákazu zobrazování "přílišné nahoty" při zobrazování sakrálních postav se typ obrazu Mlékem Krmící pomalu přestal zobrazovat.

### Východní tradice
Ikonografie Panny Marie Mlékem Krmící existovala v byzantském umění i postbyzantském. Mezi památkami konstantinopolského umění se typ Mlékem Krmící vyskytuje pouze dvakrát: na miniaturách z XI. a XII. století. Obraz Matky Boží kojící byl oblíbenější v řeckých provinciích a v zemích křesťanského Východu než v Konstantinopoli.
Existuje pravoslavná verze původu ikony Přesvaté Bohorodice Mlékem Krmící, jejíž svátek se slaví 12. lednajul.kal.(25. leden). Ikonu přivezl ve 13. století svatý Sáva Srbský z monastýru ctihodného Sávy Posvěceného – Mar Saba poblíž Jeruzaléma. Svatý Sáva ikonu uložil v srbském monastýru Chilandar na hoře Athos v tzv.postnici (malá kaple). A tak se vyplnilo proroctví ctihodného Sávy Posvěceného, které sdělil mnichům před svou smrtí v roce 532, že jednou přijde kněz ze Srbska jménem Sáva, kterému mají mniši ikonu dát jako požehnání. Ikona Mlékem Krmící se tak nachází v postnici na hoře Athos dodnes.

## Galerie

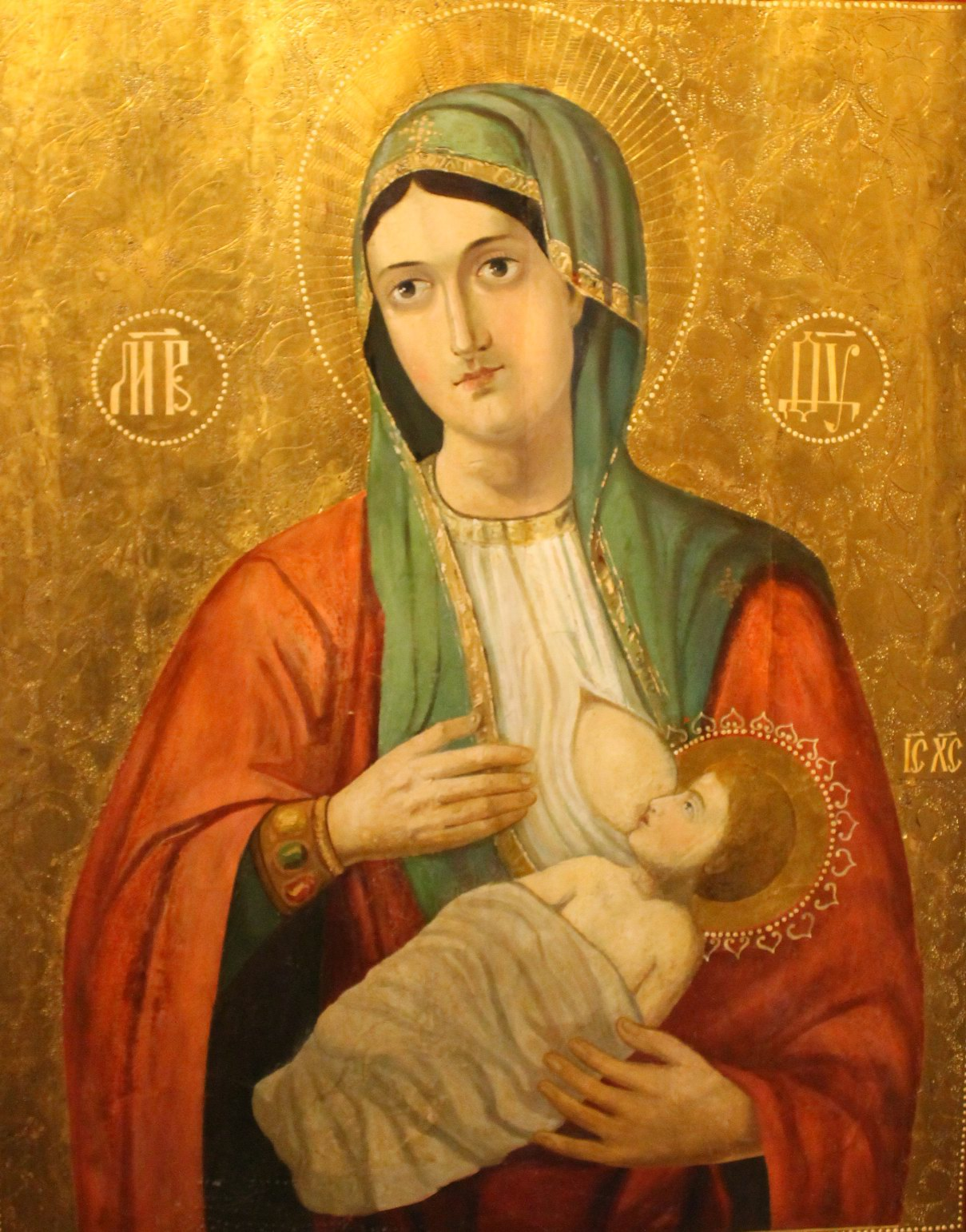
Bohorodice Mlékem Krmící, 19-.20. století, Ukrajina, zámek Radomysl
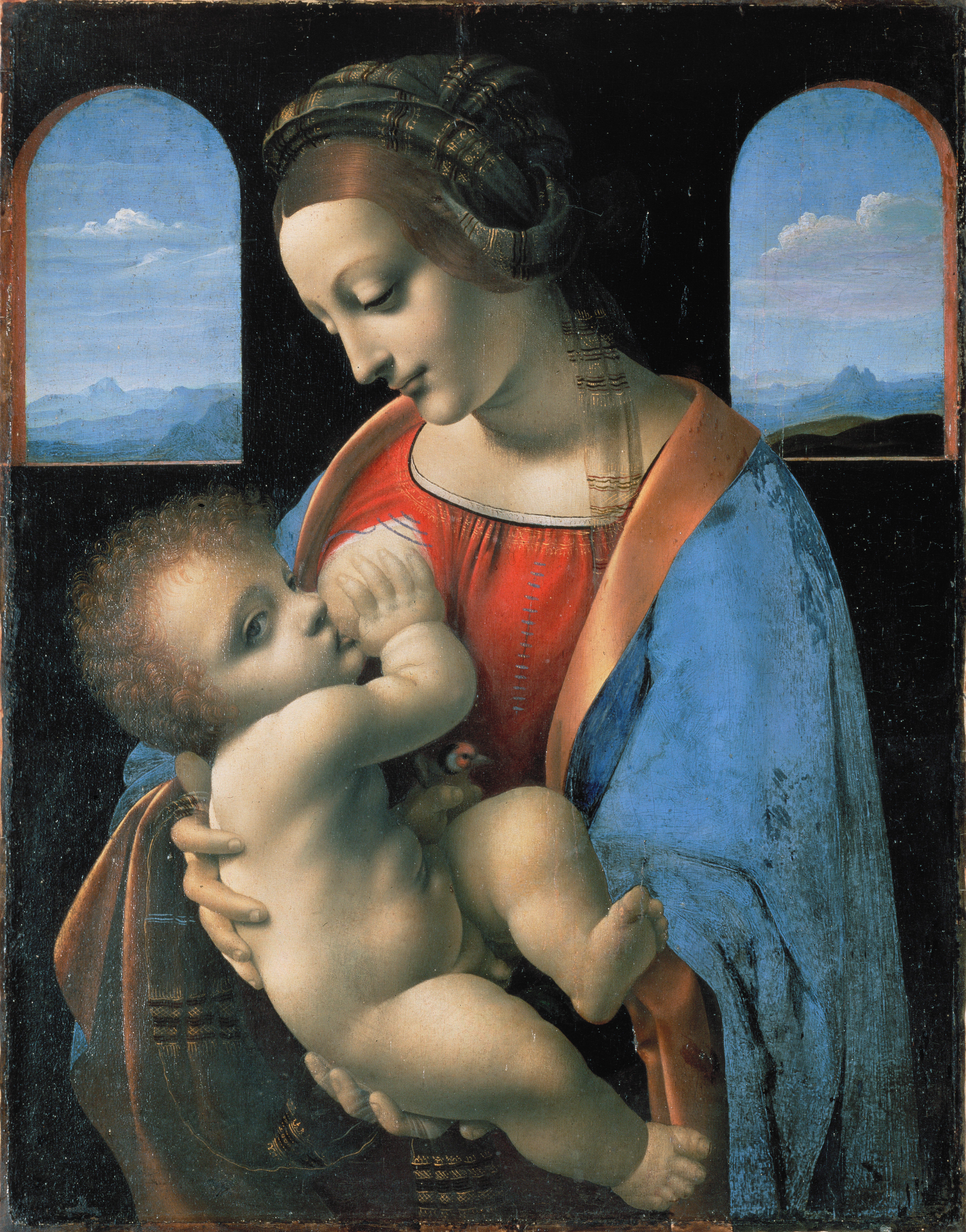
Madona Litta, Leonardo da Vinci, 1490, Ermitáž, Petrohrad
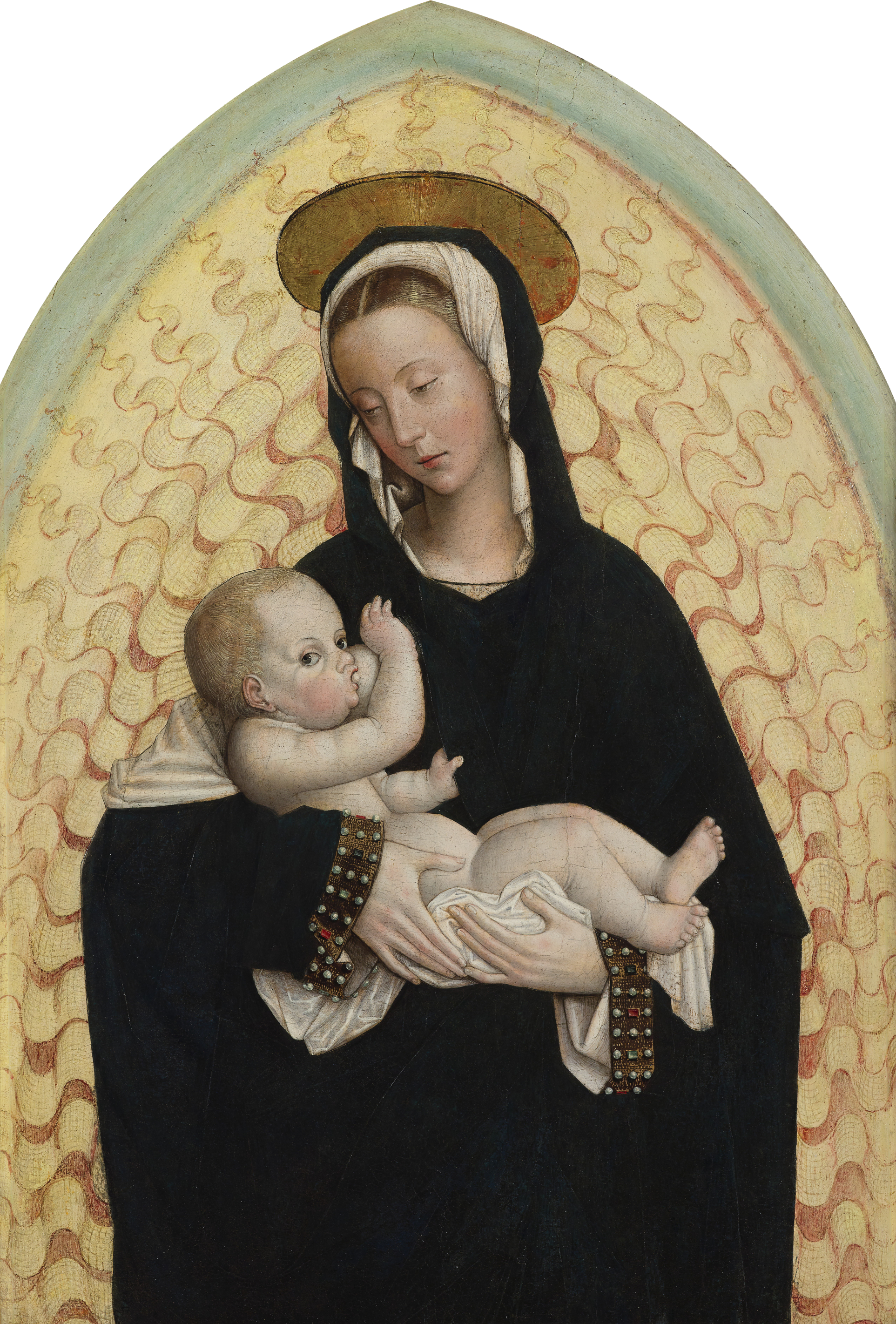
Madonna lactans, Defendente Ferrari, Varšava, Polsko
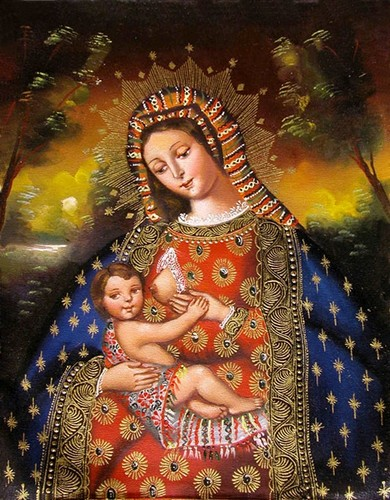
Kojící Madonna, škola Cusco
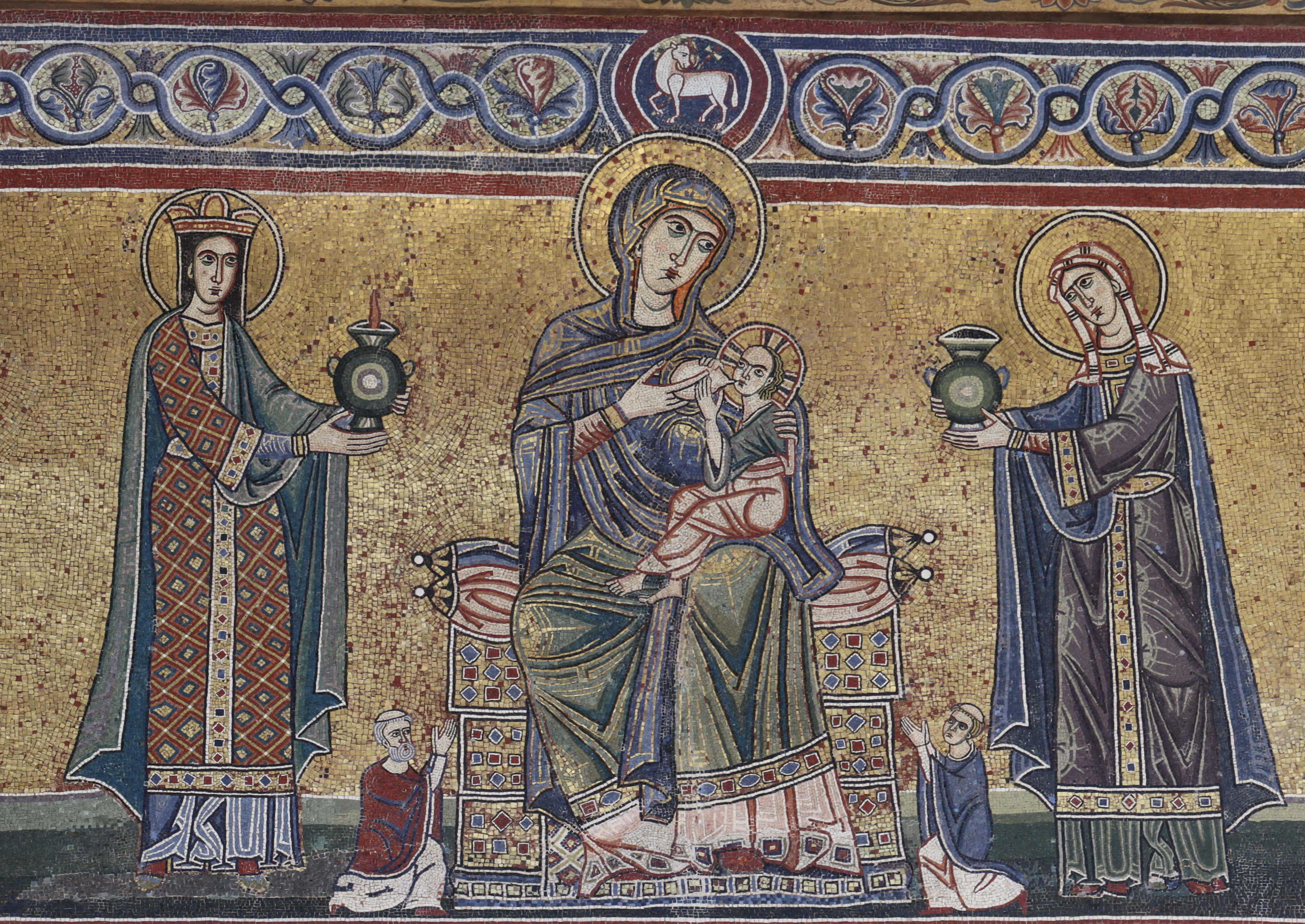
Virgo lactans, detail z mozaikové fasády Santa Maria v Trastevere